# Грац
Грац, раније познат и као Градац, је други по величини град у Аустрији, смештен у југоисточном делу државе. Грац је управно, привредно и културно средиште покрајине Штајерске, где чини засебан градски округ.
Грац је познат по старом градском језгру, једним од најочуванијих у средњој Европи, због чега је 1999. стављено на листу културне баштине Унеска, а 2010. му је придодат и дворац Егенберг. Друга посебност града је наглашена „образовно-универзитетска” функција града, по чему је Грац познат широм Европе. Године 2003. Грац је сам био културна престоница Европе.

## Порекло назива
Град дугује име некадашњем словенском становништву, које му је дало име Градац по малој тврђави на густо пошумљеном брду. Касније је овај назив понемчен у Грац. Назив Грац јавља се први пут 1128. г.

## Природне одлике
Грац се налази у југоисточном делу Аустрије, близу словеначке границе (око 30 km). Тако је Грацу најближи већи град словеначки Марибор на 50 km удаљености јужно од града. Престоница Беч удаљена је око 200 km северно или 2 и по часа вожње.
Рељеф: Грац се сместио на стратешки важном месту у јужном подгорју Алпа. Ту се долина реке Муре, дотле стишњена међу Алпима, шири у штајерску равницу, крајње западни обод Панонске низије. Градско језгро се управо образовало на првим бреговима и брдима Алпа, са којих се лако могла надгледати јужно разастрта равница.
Клима: Клима у граду је умерено континентална са благим утицајем планинске климе са оближњих Алпа (правац дувања ветрова, зимски снег). Просечна годишња температура је 9,4 °C, а просечна количина падавина је 818 mm са 92 кишна дана годишње. Осунчаност града износи 1890 часова годишње и она је већа него код других аустријских градова због утицаја Средоземља.
Воде: Кроз град протиче река Мура, која овом месту излази из алпских долина у равничарско подручје обода Панонске низије.

## Историја Граца
Први трагови људи на простору Граца вежу се још за праисторију. Међутим, тек се доласком Јужних Словена на ове просторима јавља прво стално насеље. Тада насеље добија словенски назив градац што је назив за малу тврђаву. Најстарије насеље на овом просторију је из 800. године нове ере. У 12. веку Немци се насељавају на овом подручју и оснивају Штајерску марку, као пограничну област ка словенском живљу на југу и истоку. Тада град и околина добијају немачки карактер и градец прелази у грац.
У 14. веку Грац постаје средиште Хабзбуршке власти. У 16. веку у граду се осећа утицај италијанске ренесансе, који се и данас види у градској матрици и старој градњи. У ово време град постаје културно и научно средиште. Тако је 1585. године основан Универзитет у Грацу, данас веома познат и цењен. Томе иде у прилог и то да је Јохан Кеплер живео и радио овде. Упади Турака до Граца 1529. и 1532. године нису прекинули процват града. Међутим, његов процват био је успорен касније, протеривањем протестантског становништва на север, чиме је град изгубио добар део образованог и стручног живља. Ово је надокнађено утицајем барока кроз градњу и опште „кићење“ града.
Током 18. и 19. века град је добио црте велеграда. Град се проширио, почела је индустријализација, стигла је железница. Такође, град је обогаћен новим булеварима, палатама, црквама, парковима и дрворедима. Град је добио и бројне културне установе (позориште, опера, музеји, галерије).
Током Другог светског рата Грац је био бомбардован, па 16% грађевина у граду било уништено или оштећено. На срећу, старо градско језгро није било значајније такнуто, па је сачувано до данас.

## Становништво
| 1923.   | 1934.   | 1939.   | 1951.   | 1961.   | 1971.   | 1981.   | 1991.   | 2001.   | 2011.   | 2019.   |
| ------- | ------- | ------- | ------- | ------- | ------- | ------- | ------- | ------- | ------- | ------- |
| 199.578 | 210.845 | 208.106 | 226.476 | 237.080 | 249.089 | 243.166 | 237.810 | 226.244 | 261.726 | 292.269 |

По процени из 2016. у граду је живело 283869 становника. и по томе је то други по величини град у држави. Градска агломерација има близу 300.000 становика. Треба се нагласити и то да у граду живи додатних 40.000 студената из разних земаља света.

## Култура
Грац је 2003. године био културни центар Европе на раскршћу северно-западне и југоисточне Европе. Кроз шетњу Грацом, може се уочити да је град у потпуној хармонији са природом и није лако одговорити на питање где се паркови завршавају, а где почињу шуме “зелене” Штајерске. Стари центар града, који је уређен са много љубави и сређен до детаља, освојио је многе награде Савета Европе као најбољи пример очувања урбаног наследства. Грац је град италијанске ренесансе.

## Образовање
Главни град покрајине Штајерске, Аустрија, 320.000 становника (попис 2006. године). Има 6 универзитета са 50.000 студената, од чега 80% странаца.

## Партнерски градови
- Трондхејм
- Темишвар
- Дубровник
- Ковентри
- Монтклер
- Гронинген
- Дармштат
- Пула
- Трст
- Марибор
- Печуј
- Бања Лука
- Санкт Петербург
- Љубљана
- Цеље
- Аксарај
- Перник

## Галерија
- Старо здање покрајинског већа
- Градски трамвај
- Градска опера
- Црква св. Катарине
- Позната улица Бургасе
- Нови културни центар
- Градски парк
- Типична улица старог Граца